# Albi dei Fantastici Quattro (Editoriale Corno)
La tabella seguente riporta l'elenco delle storie contenute negli albi editi dall'Editoriale Corno de I Fantastici Quattro e pubblicati in Italia tra il 6 aprile 1971 ed il 18 marzo 1981. 
| N.  | Serie                                                                                     | Data              | Anno | Titolo albo                              | Titoli episodi presenti | note |
| --- | ----------------------------------------------------------------------------------------- | ----------------- | ---- | ---------------------------------------- | --- | ---- |
| 1   | I Fantastici Quattro                                                                      | 06 aprile 1971    | I    | I Fantastici Quattro contro l'Uomo Talpa | I Fantastici Quattro I Fantastici Quattro contro l'Uomo Talpa I Fantastici Quattro contro gli Skrull (1ª parte)                                                 |      |
| 2   | I Fantastici Quattro (science-fiction)                                                    | 20 aprile 1971    | I    | L'uomo dei Miracoli                      | I Fantastici Quattro contro gli Skrull (2ª parte) La minaccia dell'Uomo dei Miracoli I soldatini Quando il mostro cammina                                       |      |
| 3   | I Fantastici Quattro Il Dottor Destino                                                    | 04 maggio 1971    | I    | I nemici impossibili                     | L'arrivo di... Sub-Mariner! Prigionieri del Dottor Destino |      |
| 4   | I Fantastici Quattro                                                                      | 18 maggio 1971    | I    | Prendeteli vivi o morti!                 | Prigionieri del duo mortale Prigionieri di Kurrgo, signore del pianeta X                                                                                        |      |
| 5   | I Fantastici Quattro La Torcia umana                                                      | 01 giugno 1971    | I    | Prigionieri del Burattinaio              | Prigionieri del Burattinaio! La Torcia umana La furia ardente colpisce ancora Prigioniero di Wizard L'inganno di Wizard                                         |      |
| 6   | I Fantastici Quattro La Torcia umana                                                      | 15 giugno 1971    | I    | La fine dei Fantastici Quattro           | La fine dei Fantastici Quattro! Prigioniero della 5ª dimensione Intrappolato in un altro mondo La fine di Zemu! Pete, l'uomo di colla                           |      |
| 7   | I Fantastici Quattro                                                                      | 29 giugno 1971    | I    | Il ritorno del Dottor Destino            | Il ritorno del Dottor Destino! Una visita ai Fantastici Quattro L'Uomo Impossibile                                                                              |      |
| 8   | I Fantastici Quattro La Torcia umana                                                      | 13 luglio 1971    | I    | Hulk                                     | Hulk! Il ritorno di Wizard! La minaccia del terribile duo |      |
| 9   | I Fantastici Quattro La Torcia umana                                                      | 27 luglio 1971    | I    | Il Fantasma Rosso                        | Lo spirito rosso Sub-Mariner Il pittore dei mille pericoli! |      |
| 10  | I Fantastici Quattro La Torcia umana                                                      | 10 agosto 1971    | I    | Ritorna Sub-Mariner                      | Sub-Mariner e lo spietato Burattinaio Lo Stregone e la scatola di pandora Wizard e Pete, l'Uomo Colla!                                                          |      |
| 11  | I Fantastici Quattro La Torcia umana                                                      | 24 agosto 1971    | I    | Knock-out                                | Knock-out Duello all'ultimo sangue con l'Uomo d'Amianto La bomba vivente                                                                                        |      |
| 12  | I Fantastici Quattro La Torcia umana                                                      | 7 settembre 1971  | I    | La minaccia del Dottor Destino           | La minaccia del Dottor Destino Sconfitti dal Dottor Destino Arriva l'Uomo Pianta! (1ª parte)                                                                    |      |
| 13  | I Fantastici Quattro La Torcia umana                                                      | 21 settembre 1971 | I    | Uno Skrull è tra noi!                    | Uno Skrull è tra noi Arriva l'Uomo Pianta! (2ª parte) La Torcia Umana contro Capitan America                                                                    |      |
| 14  | I Fantastici Quattro La Torcia umana                                                      | 5 ottobre 1971    | I    | Rama-Tut, il faraone del futuro          | Rama-Tut, il faraone del futuro L'Uomo Sabbia colpisce! Nella stretta del Burattinaio                                                                           |      |
| 15  | I Fantastici Quattro Capitan Marvel                                                       | 19 ottobre 1971   | I    | Sub-Mariner contro la razza umana        | Sub-Mariner contro la razza umana! La venuta di Capitan Marvel! (1ª parte)                                                                                      |      |
| 16  | I Fantastici Quattro Capitan Marvel                                                       | 2 novembre 1971   | I    | La terribile apparizione di Molecola     | La terribile apparizione di Molecola Il Seminatore d'Odio La venuta di Capitan Marvel! (2ª parte)                                                               |      |
| 17  | I Fantastici Quattro La Torcia umana Capitan Marvel                                       | 16 novembre 1971  | I    | Il ritorno dell'Uomo Talpa               | Il ritorno dell'Uomo Talpa Il ritorno dell'Anguilla! Dove passa Sentry (1ª parte)                                                                               |      |
| 18  | I Fantastici Quattro La Torcia umana Capitan Marvel                                       | 30 novembre 1971  | I    | Il satanico piano del Dottor Destino     | Il satanico piano del Dottor Destino L'uomo che divenne la Torcia! Dove passa Sentry (2ª parte)                                                                 |      |
| 19  | I Fantastici Quattro La Torcia umana Capitan Marvel                                       | 14 dicembre 1971  | I    | La peste dello spazio                    | La peste dello spazio La Torcia si scatena! E dall'olocausto... un eroe (1ª parte)                                                                              |      |
| 20  | I Fantastici Quattro                                                                      | 28 novembre 1971  | I    | La battaglia del secolo                  | Hulk contro la Cosa I Vendicatori prendono il comando |      |
| 21  | I Fantastici Quattro                                                                      | 11 gennaio 1972   | II   | Alla caccia di Sub-Mariner!              | Alla caccia di Sub-Mariner L'uomo di ghiaccio! E dall'olocausto... un eroe (2ª parte)                                                                           |      |
| 22  | I Fantastici Quattro La Torcia umana Capitan Marvel                                       | 25 gennaio 1972   | Ii   | Battaglia di gruppo                      | Battaglia di gruppo Prigioniero dell'Uomo Pianta Dal baratro dello spazio arriva... il Super Skrull! (1ª parte)                                                 |      |
| 23  | I Fantastici Quattro La Torcia umana Capitan Marvel                                       | 8 febbraio 1972   | II   | Tutto iniziò a Yancy Street              | Tutto iniziò a Yancy Street Tre contro la Torcia Dal baratro dello spazio arriva... il Super Skrull! (2ª parte)                                                 |      |
| 24  | I Fantastici Quattro La Torcia umana e la Cosa Capitan Marvel                             | 22 febbraio 1972  | II   | Diablo!                                  | Il terribile Diablo La nascita del Coleottero! Dalle ceneri della sconfitta! (1ª parte)                                                                         |      |
| 25  | I Fantastici Quattro La Torcia umana e la Cosa Capitan Marvel                             | 7 marzo 1972      | II   | La follia dell'Uomo Talpa                | La pazzesca minaccia del macabro Uomo Talpa Pete, l'uomo di colla Dalle ceneri della sconfitta! (2ª parte)                                                      |      |
| 26  | I Fantastici Quattro La Torcia umana e la Cosa Capitan Marvel                             | 21 marzo 1972     | II   | La morte di un eroe                      | Morte di un eroe Bisogna fermare Sub-Mariner! Lo straniero e l'anfibio! (1ª parte)                                                                              |      |
| 27  | I Fantastici Quattro La Torcia umana e la Cosa Capitan Marvel                             | 4 aprile 1972     | II   | La vittoria finale del Dottor Destino    | La vittoria finale del Dottor Destino Gli schiavi del mortale duo! Lo straniero e l'anfibio! (1ª parte)                                                         |      |
| 28  | I Fantastici Quattro La Torcia umana e la Cosa Capitan Marvel                             | 18 aprile 1972    | II   | Fianco a fianco con Sub-Mariner          | Fianco a fianco con Sub-Mariner Le origini del Dr. Destino Il criminale misterioso! L'impronta del metazoide (1ª parte)                                         |      |
| 29  | I Fantastici Quattro La Torcia umana e la Cosa Capitan Marvel                             | 2 maggio 1972     | II   | I nemici incredibili                     | I nemici incredibili Quicksilver e Scarlet L'impronta del metazoide (2ª parte)                                                                                  |      |
| 30  | I Fantastici Quattro La Torcia umana e la Cosa Capitan Marvel                             | 16 maggio 1972    | II   | Terrore al campus                        | Terrore al campus Il terribile trio! Sul sentiero di Solam (1ª parte)                                                                                           |      |
| 31  | I Fantastici Quattro La Torcia umana e la Cosa Capitan Marvel                             | 30 maggio 1972    | II   | Lo spaventoso quartetto                  | Lo spaventoso quartetto Incontro coi Beatles! Sul sentiero di Solam (2ª parte) Muori, città, muori (1ª parte)                                                   |      |
| 32  | I Fantastici Quattro La Torcia umana e la Cosa Capitan Marvel                             | 13 giugno 1972    | II   | Al di là delle stelle                    | Al di là delle stelle La palla saltellante del destino! Muori, città, muori (2ª parte)                                                                          |      |
| 33  | I Fantastici Quattro La Torcia umana e la Cosa Capitan Marvel                             | 27 giugno 1972    | II   | Sconfitti!                               | Sconfitti! La sinistra trappola spaziale! E poi verrà la paura (1ª parte)                                                                                       |      |
| 34  | I Fantastici Quattro La Torcia umana e la Cosa Capitan Marvel                             | 11 luglio 1972    | II   | Un cieco li guiderà!                     | Un cieco li guiderà! I terribili giocattoli! E poi verrà la paura (2ª parte) Tra l'incudine e il martello (1ª parte)                                            |      |
| 35  | I Fantastici Quattro La Torcia umana e la Cosa Capitan Marvel                             | 25 luglio 1972    | II   | Battaglia al Baxter Building!            | Battaglia al Baxter Building La sfida dell'Osservatore! Tra l'incudine e il martello (2ª parte) Muori traditore (1ª parte)                                      |      |
| 36  | I Fantastici Quattro Capitan Marvel                                                       | 8 agosto 1972     | II   | Il tradimento di Ben Grimm!              | Il tradimento di Ben Grimm Muori traditore (2ª parte) Rinascita (1ª parte)                                                                                      |      |
| 37  | I Fantastici Quattro Capitan Marvel                                                       | 22 agosto 1972    | II   | Lotta inattesa                           | Lotta inattesa Rinascita (2ª parte) Il momento dell'omicida (1ª parte)                                                                                          |      |
| 38  | I Fantastici Quattro Capitan Marvel                                                       | 5 settembre 1972  | II   | Ci sarà una fine                         | Ci sarà una fine Il momento dell'omicida (2ª parte) Traditori o eroi?                                                                                           |      |
| 39  | I Fantastici Quattro Dottor Destino                                                       | 19 settembre 1972 | II   | Il gran giorno di Sue e Reed             | Panico al Baxter Building Questo uomo... questo demonio! |      |
| 40  | I Fantastici Quattro Capitan Marvel Dottor Destino                                        | 3 ottobre 1972    | II   | Il nome del signore è Gorgon!            | Il nome del signore è Gorgon Quando una galassia chiama (1ª parte) È nato l'uomo del destino                                                                    |      |
| 41  | I Fantastici Quattro Capitan Marvel Dottor Destino                                        | 17 ottobre 1972   | II   | Gli Inumani sono tra noi                 | Gli Inumani sono tra noi Quando una galassia chiama (2ª parte) Perché possa vivere Zo, una galassia deve morire (1ª parte) Rivoluzione                          |      |
| 42  | I Fantastici Quattro Capitan Marvel Dottor Destino                                        | 31 ottobre 1972   | II   | Quelli che vogliono distruggerci         | Quelli che vogliono distruggerci Perché possa vivere Zo, una galassia deve morire (2ª parte) Dietro la maschera di Zo (1ª parte) Destino deve morire!!          |      |
| 43  | I Fantastici Quattro Capitan Marvel Dottor Destino                                        | 14 novembre 1972  | II   | La valle segreta                         | La valle segreta Dietro la maschera di Zo (2ª parte) E un bimbo ti guiderà (1ª parte) Gli invasori!                                                             |      |
| 44  | I Fantastici Quattro Capitan Marvel Dottor Destino                                        | 28 novembre 1972  | II   | L'arrivo di Galactus!                    | L'arrivo di Galactus E un bimbo ti guiderà (2ª parte) Una terra in schiavitù                                                                                    |      |
| 45  | I Fantastici Quattro Capitan Marvel Dottor Destino                                        | 12 dicembre 1972  | II   | Il giorno del destino                    | Il giorno del destino La vendetta è mia (1ª parte) I tentacoli del tiranno!!                                                                                    |      |
| 46  | I Fantastici Quattro Capitan Marvel Dottor Destino                                        | 26 dicembre 1972  | II   | La saga di Silver Surfer                 | La saga di Silver Surfer La vendetta è mia (2ª parte) Il pazzo signore del labirinto mortale (1ª parte) E se mi chiamassero traditore!                          |      |
| 47  | I Fantastici Quattro Capitan Marvel Dottor Destino                                        | 9 gennaio 1973    | III  | Questo uomo o questo mostro?             | Questo uomo o questo mostro? Il pazzo signore del labirinto mortale (2ª parte) Il cacciatore e l'olocausto (1ª parte) ...eppure si dice che è magia!            |      |
| 48  | I Fantastici Quattro Capitan Marvel                                                       | 23 gennaio 1973   | III  | La Pantera Nera                          | Pantera Nera Il cacciatore e l'olocausto (2ª parte) Qui arriva Hulk                                                                                             |      |
| 49  | I Fantastici Quattro Sub-Mariner                                                          | 6 febbraio 1973   | III  | Tutto iniziò così                        | Tutto iniziò così ...e uno morirà! Krang il rabbioso! |      |
| 50  | I Fantastici Quattro (comic-story) Sub-Mariner                                            | 20 febbraio 1973  | III  | L'occhio del male                        | L'occhio del male E questa sarebbe una trama ? Il momento della verità! Uno straniero attacca dal cielo! (1ª parte)                                             |      |
| 51  | I Fantastici Quattro Sub-Mariner                                                          | 6 marzo 1973      | III  | La Cosa contro Silver Surfer             | La Cosa contro Silver Surfer Uno straniero attacca dal cielo! (2ª parte) Il principe e la forza! Battuto da Byrrah! (1ª parte)                                  |      |
| 52  | I Fantastici Quattro Sub-Mariner (Tales Of The Watcher)                                   | 20 marzo 1973     | III  | Klaw, il terribile signore del suono     | Klaw, il terribile signore del suono Battuto da Byrrah! (2ª parte) La morte oltre i cancelli! Cammina come un uomo! (1ª parte) La saga degli Snipers!           |      |
| 53  | I Fantastici Quattro Sub-Mariner (Tales Of The Watcher)                                   | 3 aprile 1973     | III  | La Torcia che fu                         | La Torcia che fu Cammina come un uomo! (2ª parte) Il monarca e il mostro! Disperato, nelle mani di Dragorr! (1ª parte) La fine del viaggio!                     |      |
| 54  | I Fantastici Quattro Sub-Mariner (Tales Of The Watcher)                                   | 30 aprile 1973    | III  | L'ira del Dottor Destino                 | L'ira del Dottor Destino Disperato, nelle mani di Dragorr! (2ª parte) Il potere del saccheggiatore! Il primitivo!                                               |      |
| 55  | I Fantastici Quattro Sub-Mariner (Tales Of The Watcher)                                   | 15 maggio 1973    | III  | L'amara feccia della sconfitta           | L'amara feccia della sconfitta L'isola del Teschio Il sovrano ed i selvaggi Il fallimento                                                                       |      |
| 56  | I Fantastici Quattro Sub-Mariner (Tales Of The Watcher)                                   | 29 maggio 1973    | III  | Il giorno del giudizio                   | Il giorno del giudizio ... distruggere il regno eterno! Il momento dell'olocausto Così cominciò                                                                 |      |
| 57  | I Fantastici Quattro Sub-Mariner                                                          | 12 giugno 1973    | III  | il potere e il pericolo                  | il potere e il pericolo ... e il malvagio chiamera' Anni di gloria... giorno del destino! (1ª parte)                                                            |      |
| 58  | I Fantastici Quattro Sub-Mariner                                                          | 26 giugno 1973    | III  | Dov'è l'Uomo Sabbia?                     | Dov'è l'Uomo Sabbia? Anni di gloria... giorno del destino! (2ª parte) Grida... Triton!                                                                          |      |
| 59  | I Fantastici Quattro Sub-Mariner (Tales Of The Watcher)                                   | 10 luglio 1973    | III  | Qualcuno lo salverà!                     | Qualcuno lo salverà In un giorno chiaro potrai vedere il... Leviathan! Giù le mani!                                                                             |      |
| 60  | I Fantastici Quattro Sub-Mariner (Tales Of The Watcher)                                   | 24 luglio 1973    | III  | Blastaar, il distruttore vivente         | Blastaar, il distruttore vivente Chi colpisce per Atlantide? Il ladro del sole!                                                                                 |      |
| 61  | I Fantastici Quattro Sub-Mariner (Tales Of The Watcher)                                   | 7 agosto 1973     | III  | Il sinistro Sentry                       | Il sinistro Sentry Attenti... allo Squalo Tigre! Il sacrificio dell'Osservatore                                                                                 |      |
| 62  | I Fantastici Quattro Sub-Mariner (Tales Of The Watcher)                                   | 21 agosto 1973    | III  | Oltre la Terra                           | Oltre la Terra ...e al vinto.. morte! Il potere dell'Osservatore                                                                                                |      |
| 63  | I Fantastici Quattro Sub-Mariner (Tales Of The Watcher)                                   | 4 settembre 1973  | III  | Ciò che si annida dietro l'alveare       | Ciò che si annida dietro l'alveare L'uomo chiamato Destino L'arma segreta                                                                                       |      |
| 64  | I Fantastici Quattro Sub-Mariner (science-fiction)                                        | 18 settembre 1973 | III  | Quando si apre il bozzolo                | Quando si apre il bozzolo Nella furia della lotta Il mistero del pianeta rosso                                                                                  |      |
| 65  | I Fantastici Quattro Sub-Mariner (science-fiction)                                        | 2 ottobre 1973    | III  | Annientare i Fantastici Quattro          | Annientare i Fantastici Quattro L'incantesimo del serpente! Il gorilla di Grayson                                                                               |      |
| 66  | I Fantastici Quattro Sub-Mariner (science-fiction)                                        | 16 ottobre 1973   | III  | Tradito dalla Cosa!                      | Tradito dalla Cosa Non tormentate mai un barracuda! La scelta e la sfida! (1ª parte) L'ometto verde                                                             |      |
| 67  | I Fantastici Quattro Sub-Mariner                                                          | 30 ottobre 1973   | III  | Dividere e conquistare                   | Dividere... e conquistare La scelta e la sfida! (2ª parte) |      |
| 68  | I Fantastici Quattro Sub-Mariner (science-fiction)                                        | 13 novembre 1973  | III  | Quando cade il potente                   | Quando cade il potente Un mondo contro di me! La fine di un mondo!                                                                                              |      |
| 69  | I Fantastici Quattro Sub-Mariner (science-fiction)                                        | 27 novembre 1973  | III  | E finisce così!                          | E finisce così Tu morirai Vivere per sempre! |      |
| 70  | I Fantastici Quattro Sub-Mariner (science-fiction)                                        | 11 dicembre 1973  | III  | Silver Surfer                            | Silver Surfer Brucia, Namor ...brucia! Senza fine! |      |
| 71  | I Fantastici Quattro Sub-Mariner (science-fiction)                                        | 24 dicembre       | III  | Quando chiama Galactus!                  | Quando chiama Galactus Il giorno del dragone! Nessuno posto dove rivolgersi                                                                                     |      |
| 72  | I Fantastici Quattro Sub-Mariner (science-fiction)                                        | 7 gennaio 1974    | IV   | Un mondo nel mondo                       | Un mondo nel mondo Il mare che il tempo ha dimenticato! Cinque uomini terrorizzati!                                                                             |      |
| 73  | I Fantastici Quattro Sub-Mariner (science-fiction)                                        | 21 gennaio 1974   | IV   | Arenati sul Sub-Atomica!                 | Arenati sul Sub-Atomica Dalle stelle il cacciatore Obbiettivo... Terra!                                                                                         |      |
| 74  | I Fantastici Quattro Sub-Mariner (science-fiction)                                        | 5 febbraio 1974   | IV   | Resisterà la Terra?                      | Resisterà la Terra Fianco a fianco con... Triton! E divenni una vittima di Venere                                                                               |      |
| 75  | I Fantastici Quattro Sub-Mariner (science-fiction)                                        | 19 febbraio 1974  | IV   | Non più "Cosa"                           | Non più "Cosa" Nessuno può fermare Raggio Pungente Uno di noi deve morire!                                                                                      |      |
| 76  | I Fantastici Quattro Capitan Marvel (science-fiction)                                     | 5 marzo 1974      | IV   | Un mostro per sempre?                    | Un mostro per sempre? Vivere ancora Vengo dal cielo |      |
| 77  | I Fantastici Quattro Capitan Marvel (science-fiction)                                     | 19 marzo 1974     | IV   | Il totem vivente                         | Il totem vivente Megaton Vengo dalla lontana Centauro! |      |
| 78  | I Fantastici Quattro Capitan Marvel (science-fiction)                                     | 2 aprile 1974     | IV   | La signora degli elementi                | La signora degli elementi Morte a Marvel Seduta spiritica! |      |
| 79  | I Fantastici Quattro                                                                      | 16 aprile 1974    | IV   | Che ci sia la vita                       | Che ci sia la vita |      |
| 80  | I Fantastici Quattro Capitan Marvel (science-fiction)                                     | 30 aprile 1974    | IV   | Il marchio del pazzo                     | Il marchio del pazzo Un sapore di pazzia La cosa verde |      |
| 81  | I Fantastici Quattro Sub-Mariner (science-fiction)                                        | 14 maggio 1974    | IV   | La meta è sopravvivere                   | La meta è sopravvivere Nel buio abita il ... Destino Dietro le porte sbarrate                                                                                   |      |
| 82  | I Fantastici Quattro Sub-Mariner (science-fiction)                                        | 28 maggio 1974    | IV   | Il nome è...Destino                      | Il nome è...Destino Invasione dall'oceano Umani alla larga! |      |
| 83  | I Fantastici Quattro Sub-Mariner (science-fiction)                                        | 11 giugno 1974    | IV   | Prigionieri di Latveria                  | Prigionieri di Latveria Il monarca e il mistico! La tomba di Tut-Amm-Tut!                                                                                       |      |
| 84  | I Fantastici Quattro Sub-Mariner (science-fiction)                                        | 25 giugno 1974    | IV   | Le vittime                               | Le vittime L'arrivo di Orka! Le pianticelle |      |
| 85  | I Fantastici Quattro Sub-Mariner (science-fiction)                                        | 09 luglio 1974    | IV   | L'orgoglio e il coraggio                 | L'orgoglio e il coraggio La lady e lo Squalo Tigre! Mostro |      |
| 86  | I Fantastici Quattro Sub-Mariner (science-fiction)                                        | 23 luglio 1974    | IV   | Una casa impazzita                       | Una casa impazzita Un mondo mio nemico! Salvatemi dagli uomini lucertola!                                                                                       |      |
| 87  | I Fantastici Quattro Sub-Mariner (science-fiction)                                        | 6 agosto 1974     | IV   | L'ira dell'Uomo Talpa                    | L'ira dell'Uomo Talpa Uccidere! gridò il corvo! Medusa! |      |
| 88  | I Fantastici Quattro Sub-Mariner (science-fiction)                                        | 20 agosto 1974    | IV   | Lo schiavo degli Skrull                  | Lo schiavo degli Skrull Quando si sveglia il mostro marino! Il futuro di Friederick Fenton!                                                                     |      |
| 89  | I Fantastici Quattro Sub-Mariner (science-fiction)                                        | 3 settembre 1974  | IV   | La Cosa in vendita                       | La Cosa in vendita Contestazione giovanile! Fui intrappolato in un matto universo!                                                                              |      |
| 90  | I Fantastici Quattro Sub-Mariner (science-fiction)                                        | 17 settembre 1974 | IV   | Ben Grimm killer                         | Ben Grimm killer La paura ti insegue! Non sono un essere umano                                                                                                  |      |
| 91  | I Fantastici Quattro Sub-Mariner (science-fiction)                                        | 01 ottobre 1974   | IV   | L'arena della morte                      | L'arena della morte Chiamando Capitan Marvel! I manichini |      |
| 92  | I Fantastici Quattro Sub-Mariner (science-fiction)                                        | 15 ottobre 1974   | IV   | Quattro contro quattro                   | Quattro contro quattro Attuma trionfante! Off-Limits! |      |
| 93  | I Fantastici Quattro Sub-Mariner (science-fiction)                                        | 29 ottobre 1974   | IV   | Al limite della sicurezza                | Al limite della sicurezza Chiamatela Llyra, chiamatela leggenda Lo strano futuro di Filbert!                                                                    |      |
| 94  | I Fantastici Quattro Sub-Mariner (science-fiction)                                        | 12 novembre 1974  | IV   | Il Pensatore Pazzo e i suoi androidi     | Il Pensatore Pazzo e i suoi androidi Arriva il cataclisma Lunga vita alla Regina!                                                                               |      |
| 95  | I Fantastici Quattro Sub-Mariner (science-fiction)                                        | 26 novembre 1974  | IV   | Il mostro della laguna perduta           | Il mostro della laguna perduta Tre titani! Il visitatore di mezzanotte                                                                                          |      |
| 96  | I Fantastici Quattro Sub-Mariner (science-fiction)                                        | 10 dicembre 1974  | IV   | Mistero sulla Luna                       | Mistero sulla Luna Il confronto! Sono un automa! |      |
| 97  | I Fantastici Quattro Sub-Mariner (science-fiction)                                        | 24 dicembre 1974  | IV   | La follia della Torcia                   | La follia della Torcia Gli dei si sono uniti L'officina di Barker!                                                                                              |      |
| 98  | I Fantastici Quattro Sub-Mariner (science-fiction)                                        | 7 gennaio 1975    | V    | Il lungo viaggio                         | Il lungo viaggio La via della morte! L'uomo che non voleva morire!                                                                                              |      |
| 99  | I Fantastici Quattro Sub-Mariner (science-fiction)                                        | 21 gennaio 1975   | V    | Shock al Baxter Building                 | Shock al Baxter Building Agonia di namor! Non vuoi camminare nel mio salotto...?                                                                                |      |
| 100 | I Fantastici Quattro                                                                      | 04 febbraio 1975  | V    | L'assalto di Sub-Mariner                 | I Fantastici Quattro L'assalto di Sub-Mariner L'origine dei Fanatici Quattro!                                                                                   |      |
| 101 | I Fantastici Quattro Sub-Mariner Capitan Marvel                                           | 18 febbraio 1975  | V    | Guerra con Atlantide                     | Guerra con Atlantide ...e qui resterò! Tradimento (1ª parte) |      |
| 102 | I Fantastici Quattro Sub-Mariner Capitan Marvel                                           | 4 marzo 1975      | V    | Lotta per la libertà                     | Lotta per la libertà Colui che il cielo distruggerebbe Tradimento (2ª parte)                                                                                    |      |
| 103 | I Fantastici Quattro Capitan Marvel Sub-Mariner                                           | 18 marzo 1975     | V    | Il mostro della strada                   | Il mostro della strada Tradimento (3ª parte) La casa della morte!                                                                                               |      |
| 104 | I Fantastici Quattro Capitan Marvel Sub-Mariner                                           | 1 aprile 1975     | V    | Il segreto del mostro                    | Il segreto del mostro Intrappolato su Titan (1ª parte) E se questo fosse mio padre?! (1ª parte)                                                                 |      |
| 105 | I Fantastici Quattro Capitan Marvel Sub-Mariner                                           | 15 aprile 1975    | V    | Ed ora...la Cosa!                        | Ed ora...la Cosa Intrappolato su Titan (2ª parte) E se questo fosse mio padre?! (2ª parte)                                                                      |      |
| 106 | I Fantastici Quattro Sub-Mariner Capitan Marvel                                           | 29 aprile 1975    | V    | Il mostruoso mistero di Nega-Man!        | Il mostruoso mistero di Nega-Man Namor tradito! Quando i titani si scontrano (1ª parte)                                                                         |      |
| 107 | I Fantastici Quattro Sub-Mariner Capitan Marvel                                           | 13 maggio 1975    | V    | Morte nella zona negativa                | Morte nella zona negativa ...e il fuoco sfreccia nel cielo Quando i titani si scontrano (2ª parte)                                                              |      |
| 108 | I Fantastici Quattro Capitan Marvel Sub-Mariner                                           | 27 maggio 1975    | V    | Quattro meno uno                         | Quattro meno uno Metamorfosi (1ª parte) E gli uomini grideranno sempre: anche i nobili muoiono                                                                  |      |
| 109 | I Fantastici Quattro Sub-Mariner Capitan Marvel                                           | 10 giugno 1975    | V    | L'ira della Cosa                         | L'ira della Cosa La maschera della tragedia! Metamorfosi (2ª parte)                                                                                             |      |
| 110 | I Fantastici Quattro Sub-Mariner Capitan Marvel                                           | 24 giugno 1975    | V    | Battaglia tra mostri                     | Battaglia tra mostri Il crepuscolo dello stregato Metamorfosi (3ª parte)                                                                                        |      |
| 111 | I Fantastici Quattro Sub-Mariner Sunk-Mariner                                             | 8 luglio 1975     | V    | Il potere dell'Iniziato                  | Il potere dell'Iniziato La pietra di sogno! Non gettate il voto!                                                                                                |      |
| 112 | I Fantastici Quattro Sub-Mariner humor                                                    | 22 luglio 1975    | V    | Chi fermerà l'Iniziato?                  | Chi fermerà l'Iniziato? Chi sono? Il fagiolo fatato! |      |
| 113 | I Fantastici Quattro Sub-Mariner Sunk-Mariner                                             | 5 agosto 1975     | V    | Il segreto degli Eterni                  | Il segreto degli Eterni Battaglia a 50 braccia Deposto da Krank!                                                                                                |      |
| 114 | I Fantastici Quattro Sub-Mariner                                                          | 19 agosto 1975    | V    | Il cervello superiore                    | Il cervello superiore Può resistere all'attacco del samurai atomico? (1ª parte)                                                                                 |      |
| 115 | I Fantastici Quattro Sub-Mariner (science-fiction)                                        | 2 settembre 1975  | V    | Il grande rifugio                        | Il grande rifugio Può resistere all'attacco del samurai atomico? (2ª parte) E il Sole Ardente cade I Was a Prisoner of the Martians!                            |      |
| 116 | I Fantastici Quattro Sub-Mariner Human Scorch                                             | 16 settembre 1975 | V    | Rovina e distruzione                     | Rovina e distruzione Un mondo folle? Arriva ...la decisione Namor contro i mutanti La scottatura umana mette famiglia                                           |      |
| 117 | I Fantastici Quattro Sub-Mariner Mister Zero                                              | 30 settembre 1975 | V    | Tre per la morte                         | Tre per la morte L'abominevole re delle nevi Il regno del fantasma!                                                                                             |      |
| 118 | I Fantastici Quattro Sub-Mariner (comic-story)                                            | 14 ottobre 1975   | V    | L'orrore sopra di noi                    | L'orrore sopra di noi Atlantide mon amour! La Potenza dell'Uragano                                                                                              |      |
| 119 | I Fantastici Quattro Sub-Mariner (comic-story)                                            | 28 ottobre 1975   | V    | il segreto di Gabriel                    | il segreto di Gabriel ...in seno agli dei! Mentre la Città Dorme                                                                                                |      |
| 120 | I Fantastici Quattro Sub-Mariner (comic-story)                                            | 11 novembre 1975  | V    | Galactus!                                | Galactus! Mani nell'acqua, mani nei cieli... L'uomo che urla |      |
| 121 | I Fantastici Quattro Sub-Mariner (comic-story)                                            | 25 novembre 1975  | V    | Il mondo schiavo!                        | Il mondo schiavo Tuono sopra i mari! L'uomo rana |      |
| 122 | I Fantastici Quattro Sub-Mariner (science-fiction)                                        | 9 dicembre 1975   | V    | Il ritorno del mostro                    | Il ritorno del mostro L'invasione di New York! Forse l'automobile di Jasper è molto più di ciò che sembra!                                                      |      |
| 123 | I Fantastici Quattro Sub-Mariner (comic-story)                                            | 23 dicembre 1975  | V    | Il mistero del mostro verde!             | Il mistero del mostro verde Il principe e il pirata! A Sight for Sore Eyes                                                                                      |      |
| 124 | I Fantastici Quattro Sub-Mariner (horror-story)                                           | 6 gennaio 1976    | VI   | Come e quando!                           | Come e quando Un reame assediato! I racconti di Atlantide! Non guardare!                                                                                        |      |
| 125 | I Fantastici Quattro Sub-Mariner (horror-story)                                           | 20 gennaio 1976   | VI   | Dove il sole non splende                 | Dove il sole non splende ...ed i mari esploderanno! Cataclisma! Lo spaventapasseri                                                                              |      |
| 126 | I Fantastici Quattro Sub-Mariner (comic-story)                                            | 3 febbraio 1976   | VI   | Morte in un luogo solitario              | Morte in un luogo solitario Viaggio nel caos! Sulla scia dei guerrieri! Il Baule del Terrore                                                                    |      |
| 127 | I Fantastici Quattro Sub-Mariner horror                                                   | 17 febbraio 1976  | VI   | Lo Spaventoso Quartetto +uno             | Lo Spaventoso Quartetto più uno Il grido della donna-bestia Chi striscia tra le rovine L'altro volto                                                            |      |
| 128 | I Fantastici Quattro Sub-Mariner (comic-story)                                            | 2 marzo 1976      | VI   | Campo di battaglia: Baxter Building!     | Campo di battaglia: Baxter Building Alzati, balena assassina La spada nel trono La Collezione di Sam                                                            |      |
| 129 | I Fantastici Quattro Sub-Mariner (comic-story)                                            | 16 marzo 1976     | VI   | Rivolta in paradiso                      | Rivolta in paradiso Le correnti della mutazione Cercasi aiutante                                                                                                |      |
| 130 | I Fantastici Quattro La Torcia Umana Sub-Mariner                                          | 30 marzo 1976     | VI   | Omega!                                   | Omega! Dove esplode la bomba Sull'orlo della follia! (1ª parte)                                                                                                 |      |
| 131 | I Fantastici Quattro La Torcia Umana Sub-Mariner                                          | 13 aprile 1976    | VI   | L'alba di Thundra                        | L'alba di Thundra La notte dell'inferno ghiacciato Sull'orlo della follia! (2ª parte)                                                                           |      |
| 132 | I Fantastici Quattro La Torcia Umana Sub-Mariner                                          | 27 aprile 1976    | VI   | Il ritorno di Dragon Man                 | Il ritorno di Dragon Man Questa volta il fuoco Sull'orlo della follia! (3ª parte)                                                                               |      |
| 133 | I Fantastici Quattro La Cosa Sub-Mariner                                                  | 11 maggio 1976    | VI   | La macchina dell'eternità                | La macchina dell'eternità Grida, mostro! Due mondi...una tragedia (1ª parte)                                                                                    |      |
| 134 | I Fantastici Quattro La Cosa Sub-Mariner                                                  | 25 maggio 1976    | VI   | La cometa impazzita                      | La cometa impazzita Il morso dei Fratelli di Sangue! Due mondi...una tragedia (2ª parte)                                                                        |      |
| 135 | I Fantastici Quattro La Cosa Sub-Mariner                                                  | 8 giugno 1976     | VI   | Fragore sul pianeta 3                    | Fragore sul pianeta 3 La vendetta di Molecola Due mondi...una tragedia (3ª parte)                                                                               |      |
| 136 | I Fantastici Quattro La Torcia Umana Sub-Mariner                                          | 22 giugno 1976    | VI   | Riappare l'Uomo dei Miracoli             | Riappare l'Uomo dei Miracoli Arriva... Infinito! Namor libero! (1ª parte)                                                                                       |      |
| 137 | I Fantastici Quattro La Cosa e Sub-Mariner Sub-Mariner                                    | 6 luglio 1976     | VI   | Obiettivo: domani                        | Obiettivo: domani I cacciatori dalle stelle! Namor libero! (2ª parte)                                                                                           |      |
| 138 | I Fantastici Quattro La Cosa e Capitan America Sub-Mariner                                | 20 luglio 1976    | VI   | La furia di Annihilus                    | La furia di Annihilus Giorno del giudizio 3014! Namor libero! (3ª parte)                                                                                        |      |
| 139 | I Fantastici Quattro La Cosa, Capitan America e i Guardiani della Galassia Sub-Mariner    | 3 agosto 1976     | VI   | I Fantastici Quattro sono finiti!        | I Fantastici Quattro sono finiti! Sette contro l'impero Arriva il piranha! (1ª parte)                                                                           |      |
| 140 | I Fantastici Quattro Sub-Mariner Capitan Marvel                                           | 17 agosto 1976    | VI   | Un uomo solo                             | Un uomo solo Arriva il piranha! (2ª parte) Libera dal controllo (1ª parte)                                                                                      |      |
| 141 | I Fantastici Quattro Sub-Mariner Capitan Marvel                                           | 31 agosto 1976    | VI   | Il trionfo del Dottor Destino!           | Il trionfo del Dottor Destino Venne dal vuoto Libera dal controllo (2ª parte)                                                                                   |      |
| 142 | I Fantastici Quattro Capitan Marvel horror                                                | 14 settembre 1976 | VI   | Attack!                                  | Attack! L'inizio della fine Fuggire dove? |      |
| 143 | I Fantastici Quattro Capitan Marvel                                                       | 28 settembre 1976 | VI   | La mente del mostro                      | La mente del mostro Thanos, il dio pazzo |      |
| 144 | I Fantastici Quattro Capitan Marvel Sub-Mariner                                           | 12 ottobre 1976   | VI   | Incubo sulla neve                        | Incubo sulla neve Il dio stesso Quando il faro è spento |      |
| 145 | I Fantastici Quattro Capitan Marvel Sub-Mariner                                           | 26 ottobre 1976   | VI   | Cento gradi sotto zero                   | Cento gradi sotto zero Soffiato via Sub-Mariner e gli icebergs                                                                                                  |      |
| 146 | I Fantastici Quattro Capitan Marvel Sub-Mariner                                           | 9 novembre 1976   | VI   | Sue ha tradito!                          | Sue ha tradito Genesi mortale Sub Mariner colpisce |      |
| 147 | I Fantastici Quattro Capitan Marvel Sub-Mariner                                           | 23 novembre 1976  | VI   | Guerra al 36º piano                      | Guerra al 36º piano Ossevando e aspettando Il mondo nascosto |      |
| 148 | I Fantastici Quattro Capitan Marvel Sub-Mariner                                           | 7 dicembre 1976   | VI   | Amare e distruggere                      | Amare e distruggere La legione luna Il ritorno di Nautilus! |      |
| 149 | I Fantastici Quattro Capitan Marvel                                                       | 21 dicembre 1976  | VI   | Cataclisma                               | Cataclisma! Niente da fare |      |
| 150 | Vendicatori I Fantastici Quattro Sub-Mariner                                              | 4 gennaio 1977    | VII  | Ultron rovina la festa                   | La sposa e la fine! Ultron rovina la festa Invasione |      |
| 151 | La Cosa e il Dottor Strange Capitan Marvel Sub-Mariner                                    | 18 gennaio 1977   | VII  | Il canto della morte                     | Il canto della morte Il giudizio dell'Osservatore The Shark People                                                                                              |      |
| 152 | La Cosa e Ghost Capitan Marvel Sub-Mariner                                                | 1 febbraio 1977   | VII  | Notte silente ...notte di morte          | Notte silente ...notte di morte Addio, fratello Kree I Distruttori                                                                                              |      |
| 153 | La Cosa e Thor Capitan Marvel Skull                                                       | 15 febbraio 1977  | VII  | In balia del Burattinaio                 | In balia del Burattinaio Disastro sul pianeta madre L'arrivo di Skull l'uccisore (1ª parte)                                                                     |      |
| 154 | La Cosa e la Vedova Nera Capitan Marvel Skull                                             | 1 marzo 1977      | VII  | Il mondo finirà oggi?                    | Il mondo finirà oggi? Uscita dalla stazione O.K. L'arrivo di Skull l'uccisore (2ª parte)                                                                        |      |
| 155 | I Fantastici Quattro Capitan Marvel                                                       | 15 marzo 1977     | VII  | I 4 Cavalieri dell'Apocalisse!           | I quattro cavalieri dell'apocalisse L'urlo del distruttore |      |
| 156 | La Torcia umana e il Figlio di Satana Capitan Marvel Skull                                | 29 marzo 1977     | VII  | Fuoco infernale!                         | Fuoco infernale Parola alla morte Dei e super-dei (1ª parte) |      |
| 157 | La Cosa e il Golem Capitan Marvel Skull                                                   | 12 aprile 1977    | VII  | Pietra contro pietra                     | Pietra contro pietra Bi-centenario Dei e super-dei (2ª parte)                                                                                                   |      |
| 158 | I Fantastici Quattro Capitan Marvel Skull                                                 | 26 aprile 1977    | VII  | Madrox, l'uomo multiplo                  | Madrox, l'uomo multiplo Solo uno può vincere La torre del dinosauro (1ª parte)                                                                                  |      |
| 159 | La Torcia umana e il Dottor Strange Sub-Mariner Skull                                     | 10 maggio 1977    | VII  | La minaccia di Jeremiah                  | La minaccia di Jeremiah! La morte è l'Uomo Simbionico La torre del dinosauro (2ª parte)                                                                         |      |
| 160 | La Cosa e Iron Man Sub-Mariner e il Dottor Destino Sub-Mariner                            | 24 maggio 1977    | VII  | La pietra del potere                     | La pietra del potere! Appuntamento in capo al mondo Nel buio abita il Destino!                                                                                  |      |
| 161 | I Fantastici Quattro Il Dottor Destino                                                    | 7 giugno 1977     | VII  | Mahkizmo, l'uomo nucleare                | Mahkizmo, l'uomo nucleare Quest'uomo… un demone! |      |
| 162 | I Fantastici Quattro Sub-Mariner e il Dottor Destino Skull comic story                    | 21 giugno 1977    | VII  | Medusa ha tradito?                       | Medusa ha tradito? Assassinio di un titano (1ª parte) Dimensione irrealtà! (1ª parte) Egli cammina di notte                                                     |      |
| 163 | I Fantastici Quattro Sub-Mariner e il Dottor Destino Skull                                | 5 luglio 1977     | VII  | Fine di un incubo                        | Fine di un incubo Assassinio di un titano (2ª parte) Dimensione irrealtà! (2ª parte)                                                                            |      |
| 164 | I Fantastici Quattro Sub-Mariner e il Dottor Destino Skull                                | 19 luglio 1977    | VII  | L'uomo con la maschera verde!            | L'uomo con la maschera verde! Assassini dal mare Magia, mito e follia! (1ª parte)                                                                               |      |
| 165 | I Fantastici Quattro Sub-Mariner e il Dottor Destino Skull                                | 2 agosto 1977     | VII  | Il ritorno di Silver Surfer              | Il ritorno di Silver Surfer Nel mezzo della vita! Magia, mito e follia! (2ª parte)                                                                              |      |
| 166 | I Fantastici Quattro Sub-Mariner e il Dottor Destino Skull                                | 16 agosto 1977    | VII  | Schiavi del Dottor Destino               | Schiavi del Dr. Destino! Se vendetta fallisce! Palude (1ª parte)                                                                                                |      |
| 167 | I Fantastici Quattro Sub-Mariner e il Dottor Destino Skull                                | 30 agosto 1977    | VII  | Carneficina al castello di Latveria      | Carneficina al castello di Latveria Tempo di titani Palude (2ª parte)                                                                                           |      |
| 168 | I Fantastici Quattro Sub-Mariner e il Dottor Destino Skull                                | 13 settembre 1977 | VII  | Gli invasori della 5ª dimensione         | Gli invasori della 5ª dimensione Essere un "criminale" La città dell'oro (1ª parte)                                                                             |      |
| 169 | I Fantastici Quattro Sub-Mariner e il Dottor Destino Skull                                | 27 settembre 1977 | VII  | Caos nel Grande Rifugio                  | Caos nel Grande Rifugio Prigioniero! La città dell'oro (2ª parte)                                                                                               |      |
| 170 | I Fantastici Quattro Sub-Mariner e il Dottor Destino Skull                                | 11 ottobre 1977   | VII  | Arkon l'annientatore!                    | Arkon l'annientatore Chi è l'Incappucciato? Prigionieri del cielo (1ª parte)                                                                                    |      |
| 171 | I Fantastici Quattro Sub-Mariner e il Dottor Destino Skull                                | 25 ottobre 1977   | VII  | Un tirannosauro a New York               | Un tirannosauro a New York La fuga! Prigionieri del cielo (2ª parte)                                                                                            |      |
| 172 | I Fantastici Quattro Warlock Inumani                                                      | 8 novembre 1977   | VII  | Due cose sono più mortali di una         | Due cose sono più mortali di una Chi è Adam Warlock? Creatura extraterrestre! (1ª parte)                                                                        |      |
| 173 | I Fantastici Quattro Warlock Inumani                                                      | 22 novembre 1977  | VII  | Gran finale!                             | Gran finale La nave della morte! Creatura extraterrestre! (2ª parte)                                                                                            |      |
| 174 | La Cosa e Power Man Warlock Inumani                                                       | 6 dicembre 1977   | VII  | Braggadoom la montagna che cammina       | Braggadoom! la montagna che cammina Il giudizio Schiavi stellari (1ª parte)                                                                                     |      |
| 175 | La Cosa e il Figlio di Satana Warlock Inumani                                             | 20 dicembre 1977  | VII  | La città fantasma                        | La città fantasma 1000 clown! Schiavi stellari (2ª parte) |      |
| 176 | La Cosa e Morbius Warlock Inumani                                                         | 3 gennaio 1978    | VIII | Il ritorno del Cancellatore              | Il ritorno del Cancellatore L'effetto "infinito" Panico a New York (1ª parte)                                                                                   |      |
| 177 | La Cosa e Ka-Zar Warlock Inumani                                                          | 17 gennaio 1978   | VIII | Viaggio nella Terra Selvaggia            | Viaggio nella Terra Selvaggia! Come è strano il mio destino: Il prezzo! Panico a New York (2ª parte)                                                            |      |
| 178 | La Cosa e lo Spaventapasseri Warlock Inumani                                              | 31 gennaio 1978   | VIII | La notte dei demoni                      | La notte dei demoni Come è strano il mio destino: Fuga nella prigione interiore! Shatterstar! (1ª parte)                                                        |      |
| 179 | I Fantastici Quattro Warlock Inumani                                                      | 14 febbraio 1978  | VIII | La sindrome del Crociato                 | La sindrome del Crociato Storia di un troll! Shatterstar! (2ª parte)                                                                                            |      |
| 180 | I Fantastici Quattro Warlock Inumani                                                      | 27 febbraio 1978  | VIII | Le luci di un altro mondo                | Le luci di un altro mondo Ladro di stelle Voci della galassia (1ª parte)                                                                                        |      |
| 181 | I Fantastici Quattro Warlock Inumani                                                      | 13 marzo 1978     | VIII | Il giorno di Hulk                        | Il giorno di Hulk Ritorno a casa Voci della galassia (2ª parte)                                                                                                 |      |
| 182 | I Fantastici Quattro Warlock Inumani                                                      | 27 marzo 1978     | VIII | I due titani                             | I due titani Una serie di eventi Un re tra le rovine! (1ª parte)                                                                                                |      |
| 183 | I Fantastici Quattro La Donna Ragno Inumani                                               | 10 aprile 1978    | VIII | Che cosa è successo a Ben Grimm?         | Che cosa è successo a Ben Grimm? Dark Destiny! Un re tra le rovine! (2ª parte)                                                                                  |      |
| 184 | I Fantastici Quattro Il Dottor Destino e Sub-Mariner Inumani                              | 24 aprile 1978    | VIII | 5 alla caccia di un pazzo                | Cinque alla caccia di un pazzo Il segno del Teschio Un viaggio verso la catastrofe! (1ª parte)                                                                  |      |
| 185 | I Fantastici Quattro Il Dottor Destino e il Teschio Rosso Inumani                         | 8 maggio 1978     | VIII | Cielo di paura                           | Cielo di paura Mio alleato mio nemico Un viaggio verso la catastrofe! (2ª parte)                                                                                |      |
| 186 | I Fantastici Quattro Il Dottor Destino e il Teschio Rosso Inumani                         | 22 maggio 1978    | VIII | Il gorilla d'oro                         | Il gorilla d'oro Duello mortale! Ricerca stellare: polvere e demoni (1ª parte)                                                                                  |      |
| 187 | I Fantastici Quattro Il Dottor Destino e Sub-Mariner Inumani                              | 5 giugno 1978     | VIII | Il pianeta indiavolato                   | Il pianeta indiavolato Il signore della guerra Ricerca stellare: polvere e demoni (2ª parte)                                                                    |      |
| 188 | I Fantastici Quattro Il Dottor Destino e Magneto Inumani                                  | 19 giugno 1978    | VIII | La minaccia di Galactus!                 | La minaccia di Galactus Un mondo per il vincitore L'isola nel cielo! (1ª parte)                                                                                 |      |
| 189 | I Fantastici Quattro I Campioni Inumani                                                   | 3 luglio 1978     | VIII | Un titano di nome Torgo                  | Un titano di nome Torgo Un mondo perduto L'isola nel cielo! (2ª parte)                                                                                          |      |
| 190 | I Fantastici Quattro Capitan Marvel Inumani                                               | 17 luglio 1978    | VIII | Quando i giganti si scontrano            | Quando i giganti si scontrano Crisi! Ritorno sulla Terra! (1ª parte)                                                                                            |      |
| 191 | I Fantastici Quattro Capitan Marvel Inumani                                               | 31 luglio 1978    | VIII | Il ritorno dell'Uomo Impossibile         | Il ritorno dell'Uomo Impossibile Dura prova Ritorno sulla Terra! (2ª parte)                                                                                     |      |
| 192 | I Fantastici Quattro Capitan Marvel Inumani                                               | 14 agosto 1978    | VIII | Attenti a quei quattro                   | Attenti a quei quattro Rifugio: Terra Un guerriero chiamato Hulk! (1ª parte)                                                                                    |      |
| 193 | I Fantastici Quattro Capitan Marvel Inumani                                               | 28 agosto 1978    | VIII | Prigionieri nello spazio                 | Prigionieri nello spazio Ricominciare Un guerriero chiamato Hulk! (2ª parte)                                                                                    |      |
| 194 | I Fantastici Quattro Capitan Marvel Killraven (War Of The Worlds)                         | 11 settembre 1978 | VIII | Il nemico tra noi                        | Il nemico tra noi Finché morte non ci separi Il diavolo predatore! (1ª parte)                                                                                   |      |
| 195 | I Fantastici Quattro Capitan Marvel Killraven (War Of The Worlds)                         | 25 settembre 1978 | VIII | Morte nella zona negativa                | Morte nella zona negativa Ricercato! Il diavolo predatore! (2ª parte) Una giusta morte! (1ª parte)                                                              |      |
| 196 | I Fantastici Quattro Capitan Marvel Killraven (War Of The Worlds)                         | 9 ottobre 1978    | VIII | Il Pensatore Pazzo                       | Il Pensatore Pazzo La guerra delle tre galassie Una giusta morte! (2ª parte)                                                                                    |      |
| 197 | I Fantastici Quattro Capitan Marvel Killraven (War Of The Worlds)                         | 23 ottobre 1978   | VIII | Lotta al Baxter Building                 | Lotta al Baxter Building Nitro, l'uomo esplosivo I generatori di morte (1ª parte)                                                                               |      |
| 198 | I Fantastici Quattro Dottor Strange Killraven (War Of The Worlds) science fiction         | 6 novembre 1978   | VIII | L'Eliminatore                            | L'Eliminatore Da solo contro l'Eternità I generatori di morte (2ª parte) Fuga dal nulla                                                                         |      |
| 199 | La Cosa e Tigra Dottor Strange Killraven (War Of The Worlds)                              | 20 novembre 1978  | VIII | Gli artigli di Tigra                     | Gli artigli di Tigra Gioco di ombre! Il mercante di Chicago (1ª parte)                                                                                          |      |
| 200 | La Cosa e la Legione della Libertà (comic-story) horror                                   | 4 dicembre 1978   | VIII | La Legione della Libertà                 | La Legione della Libertà Incubo sotto la luna Galoppino |      |
| 201 | La Cosa e la Legione della Libertà Dottor Strange Killraven (War Of The Worlds) Killraven | 18 dicembre 1978  | VIII | L'ultima battaglia                       | L'ultima battaglia Il gran finale! Il mercante di Chicago (2ª parte) I distruttori dell'inferno (1ª parte)                                                      |      |
| 202 | La Cosa e il dr. Savage Dottor Strange Killraven                                          | 2 gennaio 1979    | IX   | Più forti insieme                        | Più forti insieme Terra non più I distruttori dell'inferno (2ª parte)                                                                                           |      |
| 203 | La Cosa e il dr. Savage Dottor Strange Killraven                                          | 18 gennaio 1979   | IX   | Le mani mortali di Seth                  | Le mani mortali di Seth! Dove c'è fumo I distruttori dell'inferno (3ª parte)                                                                                    |      |
| 204 | La Cosa e Thor Dottor Strange Killraven (War Of The Worlds)                               | 5 febbraio 1979   | IX   | Duello nel regno della morte             | Duello nel regno della morte Utopia! I ribelli di Gennaio (1ª parte)                                                                                            |      |
| 205 | La Cosa e il Golia Nero Dottor Strange Killraven (War Of The Worlds)                      | 19 febbraio 1979  | IX   | Chi se ne ricorda?                       | Chi se ne ricorda? Il sogno è morto I ribelli di Gennaio (2ª parte)                                                                                             |      |
| 206 | La Cosa e Iron Fist Dottor Strange Killraven (War Of The Worlds)                          | 6 marzo 1979      | IX   | Tra il fuoco e la morte                  | Tra il fuoco e la morte I poteri cambiano! I monumenti tremarono (1ª parte)                                                                                     |      |
| 207 | La Cosa e Nick Fury Dottor Strange Killraven (War Of The Worlds)                          | 20 marzo 1979     | IX   | Agente speciale S.H.I.E.L.D.             | Agente speciale S.H.I.E.L.D. Xander lo spietato I monumenti tremarono (2ª parte)                                                                                |      |
| 208 | La Cosa e Deathlok Dottor Strange Killraven (War Of The Worlds)                           | 3 aprile 1979     | IX   | Il giorno del Demolitore                 | Il giorno del Demolitore ...ci saranno nuovi mondi! (1ª parte) Solo il computer mi rispetta (1ª parte)                                                          |      |
| 209 | I Fantastici Quattro Dottor Strange Killraven (War Of The Worlds)                         | 19 aprile 1979    | IX   | L'incredibile impossibile                | L'incredibile impossibile. E se i Fantastici Quattro avessero superpoteri diversi ...ci saranno nuovi mondi! (2ª parte) Solo il computer mi rispetta (2ª parte) |      |
| 210 | La Cosa e Sub-Mariner Capitan Marvel Killraven (War Of The Worlds)                        | 3 maggio 1979     | IX   | Nelle mani di Piranha                    | Nelle mani di Piranha Sotto la maschera, un uomo Canta morte... Canta (1ª parte)                                                                                |      |
| 211 | I Fantastici Quattro Killraven (War Of The Worlds)                                        | 15 maggio 1979    | IX   | Gli invasori                             | Gli invasori Canta morte... Canta (2ª parte) |      |
| 212 | I Fantastici Quattro Capitan Marvel Killraven (War Of The Worlds)                         | 29 maggio 1979    | IX   | Le streghe                               | Le streghe In cerca della sopravvivenza Un morto in famiglia (1ª parte)                                                                                         |      |
| 213 | I Fantastici Quattro Capitan Marvel Killraven (War Of The Worlds)                         | 12 giugno 1979    | IX   | I sette di Salem                         | I sette di Salem Esplosione stellare Un morto in famiglia (2ª parte)                                                                                            |      |
| 214 | I Fantastici Quattro Ms.Marvel Killraven (War Of The Worlds)                              | 26 giugno 1979    | IX   | Doppia minaccia                          | Doppia minaccia Una donna... un guerriero! 24 ore... una vita (1ª parte)                                                                                        |      |
| 215 | I Fantastici Quattro Ms.Marvel Killraven (War Of The Worlds)                              | 10 luglio 1979    | IX   | La furia di Reed Richards                | La furia di Reed Richards Lo spaventoso enigma 24 ore... una vita (2ª parte)                                                                                    |      |
| 216 | I Fantastici Quattro Ms.Marvel Killraven (War Of The Worlds)                              | 24 luglio 1979    | IX   | Così fu!                                 | Così fu! Quinto: non ammazzare Polvere rossa (1ª parte) |      |
| 217 | I Fantastici Quattro Ms.Marvel Killraven (War Of The Worlds)                              | 7 agosto 1979     | IX   | I Fantastici Quattro si lasciano!        | I Fantastici Quattro si lasciano! L'Uomo del Giorno del Giudizio Polvere rossa (2ª parte)                                                                       |      |
| 218 | I Fantastici Quattro Ms.Marvel Killraven (War Of The Worlds)                              | 21 agosto 1979    | IX   | Il padrone dei venti                     | Il padrone dei venti Il ponte senza ritorno Combattimento mortale (1ª parte)                                                                                    |      |
| 219 | I Fantastici Quattro Ms.Marvel Killraven (War Of The Worlds)                              | 4 settembre 1979  | IX   | Il giorno del demone                     | Il giorno del demone ...e Grottesco ti ucciderà! Combattimento mortale (2ª parte)                                                                               |      |
| 220 | I Fantastici Quattro Ms.Marvel Killraven (War Of The Worlds)                              | 18 settembre 1979 | IX   | La vendetta è mia                        | La vendetta è mia Incubo! Il sognatore della morte (1ª parte)                                                                                                   |      |
| 221 | I Fantastici Quattro Killraven (War Of The Worlds)                                        | 2 ottobre 1979    | IX   | Furia fra le stelle                      | Furia fra le stelle Il sognatore della morte (2ª parte) |      |
| 222 | La Cosa e Nova Killraven (War Of The Worlds)                                              | 16 ottobre 1979   | IX   | La luce di Nova                          | La luce di Nova Lugubre preda (1ª parte) |      |
| 223 | La Cosa e Shang-Chi Ms.Marvel Killraven (War Of The Worlds)                               | 2 novembre 1979   | IX   | Due contro l'Hydra                       | Due contro l'Hydra Tramonto di morte Lugubre preda (2ª parte)                                                                                                   |      |
| 224 | La Cosa e la Donna Ragno Ms.Marvel La Pantera Nera                                        | 16 novembre 1979  | IX   | Battaglia al Big Ben                     | Battaglia al Big Ben L'uccello della morte La rana del re Salomone (1ª parte)                                                                                   |      |
| 225 | La Cosa contro la donna che ama Ms.Marvel La Pantera Nera                                 | 3 dicembre 1979   | IX   | La minaccia misteriosa                   | La minaccia misteriosa Urla morte... urla Modok! La rana del re Salomone (2ª parte)                                                                             |      |
| 226 | La Cosa e la Donna invisibile Ms.Marvel La Pantera Nera                                   | 17 dicembre 1979  | IX   | La donna invisibile                      | La donna invisibile Il giorno dell'Angelo Nero! La Pantera Nera (1ª parte)                                                                                      |      |
| 227 | La Cosa e Modred Ms.Marvel La Pantera Nera                                                | 31 dicembre 1979  | IX   | Modred il mistico                        | Modred il mistico La guerriera... e la strega-regina! La Pantera Nera (2ª parte)                                                                                |      |
| 228 | La Cosa e Nottolone Ms.Marvel La Pantera Nera                                             | 14 gennaio 1980   | X    | Un mostro è tra noi                      | Un mostro è tra noi Ritorno a casa! Corsa contro il tempo (1ª parte)                                                                                            |      |
| 229 | La Cosa e Skull l'uccisore Ms.Marvel La Pantera Nera                                      | 28 gennaio 1980   | X    | Skull l'uccisore                         | Skull l'uccisore Panico al 40º piano! Corsa contro il tempo (2ª parte)                                                                                          |      |
| 230 | La Cosa e Mr. Fantastic Ms.Marvel La Pantera Nera                                         | 12 febbraio 1980  | X    | Dramma nel passato                       | Dramma nel passato Ms. Marvel contro lo Squalo Amici o nemici? (1ª parte)                                                                                       |      |
| 231 | I Fantastici Quattro Ms.Marvel La Pantera Nera                                            | 25 febbraio 1980  | X    | I mastini di Atlantide                   | I mastini di Atlantide Il mortale silenzio degli abissi Amici o nemici? (2ª parte)                                                                              |      |
| 232 | I Fantastici Quattro Ms.Marvel La Pantera Nera                                            | 5 marzo 1980      | X    | L'uomo invincibile?                      | L'uomo invincibile? Nell'occhio del mirino L'acqua sacra (1ª parte)                                                                                             |      |
| 233 | I Fantastici Quattro Ms.Marvel La Pantera Nera                                            | 19 marzo 1980     | X    | Il ritorno dello spirito rosso           | Il ritorno dello spirito rosso! Il massacro di San Valentino L'acqua sacra (2ª parte)                                                                           |      |
| 234 | I Fantastici Quattro Ms.Marvel La Pantera Nera                                            | 2 aprile 1980     | X    | Invasione!                               | Invasione Il riflesso mortale Una coppa di gioventù (1ª parte)                                                                                                  |      |
| 235 | I Fantastici Quattro Tigra La Pantera Nera                                                | 16 aprile 1980    | X    | Il figlio del Dott. Destino              | Il figlio del Dott. Destino I tre volti di Tigra Una coppa di gioventù (2ª parte)                                                                               |      |
| 236 | I Fantastici Quattro La Pantera Nera                                                      | 30 aprile 1980    | X    | La fine del Dottor Destino!              | La fine del Dottor Destino Tamburi! (1ª parte) |      |
| 237 | I Fantastici Quattro Ms.Marvel La Pantera Nera                                            | 14 maggio 1980    | X    | 4 colpi mortali!                         | Quattro colpi mortali La nuova Miss Marvel! Pantere o gattoni! (1ª parte)                                                                                       |      |
| 238 | I Fantastici Quattro La Pantera Nera                                                      | 28 maggio 1980    | X    | Il nuovo attacco dell'Uomo Talpa         | Il nuovo attacco dell'Uomo Talpa Pantere o gattoni! (2ª parte)                                                                                                  |      |
| 239 | La Cosa e Matt Murdock Ms.Marvel La Pantera Nera                                          | 11 giugno 1980    | X    | Punto focale                             | Punto focale Le ombre del male! I moschettieri neri (1ª parte)                                                                                                  |      |
| 240 | La Cosa e Devil Ms.Marvel La Pantera Nera                                                 | 25 giugno 1980    | X    | La cosa dietro le sbarre!                | La cosa dietro le sbarre! Seconda chance! I moschettieri neri (2ª parte) Il mondo morirà (1ª parte)                                                             |      |
| 241 | La Cosa e Visione Lo Spaventapasseri La Pantera Nera                                      | 9 luglio 1980     | X    | Scacco finale!                           | Scacco finale! Lo Spaventapasseri Il mondo morirà (2ª parte) |      |
| 242 | I Fantastici Quattro Lo Spaventapasseri La Pantera Nera                                   | 23 luglio 1980    | X    | Un Iron Man di troppo!                   | Un Iron Man di troppo! Le acque mortali dello Stige! Kiber il crudele (1ª parte)                                                                                |      |
| 243 | I Fantastici Quattro Ms.Marvel La Pantera Nera                                            | 6 agosto 1980     | X    | ...e divennero mostri!                   | ...e divennero mostri La donna che cadde sulla terra! Kiber il crudele (2ª parte)                                                                               |      |
| 244 | I Fantastici Quattro Teschio Rosso e Hate-Monger La Pantera Nera                          | 20 agosto 1980    | X    | Andromeda Attack!                        | Andromeda Attack! Devo chiamarti padrone? Un indizio per Kiber (1ª parte)                                                                                       |      |
| 245 | I Fantastici Quattro La Donna Ragno La Pantera Nera                                       | 3 settembre 1980  | X    | Quando i mondi muoiono!                  | Quando i mondi muoiono Un futuro incerto Un indizio per Kiber (2ª parte)                                                                                        |      |
| 246 | I Fantastici Quattro La Donna Ragno La Pantera Nera                                       | 17 settembre 1980 | X    | La sentenza è: morte!                    | La sentenza è: morte! Una spada nelle mani Il reale... e l'impossibile (1ª parte)                                                                               |      |
| 247 | La Cosa e Pantera nera La Donna Ragno La Pantera Nera                                     | 1 ottobre 1980    | X    | La notte della congiura!                 | La notte della congiura! Fratello Grimm Il reale... e l'impossibile (2ª parte)                                                                                  |      |
| 248 | La Cosa e Fratello Voo-Doo! La Donna Ragno La Pantera Nera                                | 15 ottobre 1980   | X    | Fratello Voo-Doo!                        | Fratello Voo-Doo! Il ritorno del boia Le belve della giungla (1ª parte)                                                                                         |      |
| 249 | La Cosa e Capitan America La Donna Ragno La Pantera Nera                                  | 29 ottobre 1980   | X    | Caos nel cubo cosmico!                   | Caos nel cubo cosmico! Incubo Le belve della giungla (2ª parte)                                                                                                 |      |
| 250 | La Cosa e Man-Thing La Donna Ragno La Pantera Nera                                        | 12 novembre 1980  | X    | Morte nella palude                       | Morte nella palude Fine dell'incubo La vendetta della Pantera Nera (1ª parte)                                                                                   |      |
| 251 | La Cosa e Ercole La Donna Ragno La Pantera Nera                                           | 26 novembre 1980  | X    | Alla mercé di Manduu!                    | Alla mercé di Manduu! Quattro luglio 1978... La vendetta della Pantera Nera (2ª parte)                                                                          |      |
| 252 | La Cosa e Capitan Marvel La Donna Ragno Nick Fury                                         | 10 dicembre 1980  | X    | Il robot vivente!                        | Il robot vivente! L'uomo che non poteva morire L'abito Missione: la formula dell'eternità (1ª parte)                                                            |      |
| 253 | La Cosa e Hulk La Donna Ragno Nick Fury                                                   | 24 dicembre 1980  | X    | Battaglia a Burbank                      | Battaglia a Burbank L'occhio dell'Ago Missione: la formula dell'eternità (2ª parte)                                                                             |      |
| 254 | La Cosa e la gang di Yancy Street La Donna Ragno Satana                                   | 7 gennaio 1981    | XI   | La gang di Yancy Street!                 | La gang di Yancy Street! Ali nella notte Satana Suono di morte (1ª parte)                                                                                       |      |
| 255 | La Cosa e il Fante di Cuori Satana (comic-story)                                          | 21 gennaio 1981   | XI   | Il Fante di Cuori!                       | Il Fante di Cuori! Suono di morte (2ª parte) Il grande viaggio di Sinbad                                                                                        |      |
| 256 | La Cosa e il Dr. Strange La Donna Ragno Sinbad                                            | 4 febbraio 1981   | XI   | La minaccia magica!                      | La minaccia magica Madame Doll La terra delle anime perse (1ª parte)                                                                                            |      |
| 257 | La Cosa e la Cosa La Donna Ragno Sinbad                                                   | 12 febbraio 1981  | XI   | La Cosa contro la Cosa!                  | La Cosa contro la Cosa! Il segreto dei Fratelli Grimm La terra delle anime perse (2ª parte)                                                                     |      |
| 258 | La Cosa e i Vendicatori Capitan America Sinbad                                            | 4 marzo 1981      | XI   | Un gruppo d'eroi!                        | Un gruppo d'eroi! Il guanto della sfida Sinbad (1ª parte) |      |
| 259 | La Cosa e Lunar I Difensori Sinbad                                                        | 18 marzo 1981     | XI   | Fuoco concentrico                        | Fuoco concentrico Il segreto della statua dell'Uomo Ragno Sinbad (2ª parte)                                                                                     |      |